# 第一大川橋梁 (会津線)
第一大川橋梁（だいいちおおかわきょうりょう）は、福島県会津若松市と南会津郡下郷町との境界の阿賀川（大川）に架かっていた日本国有鉄道（国鉄）会津線（現・会津鉄道会津線）の鉄道橋（廃橋）である。

## 概要

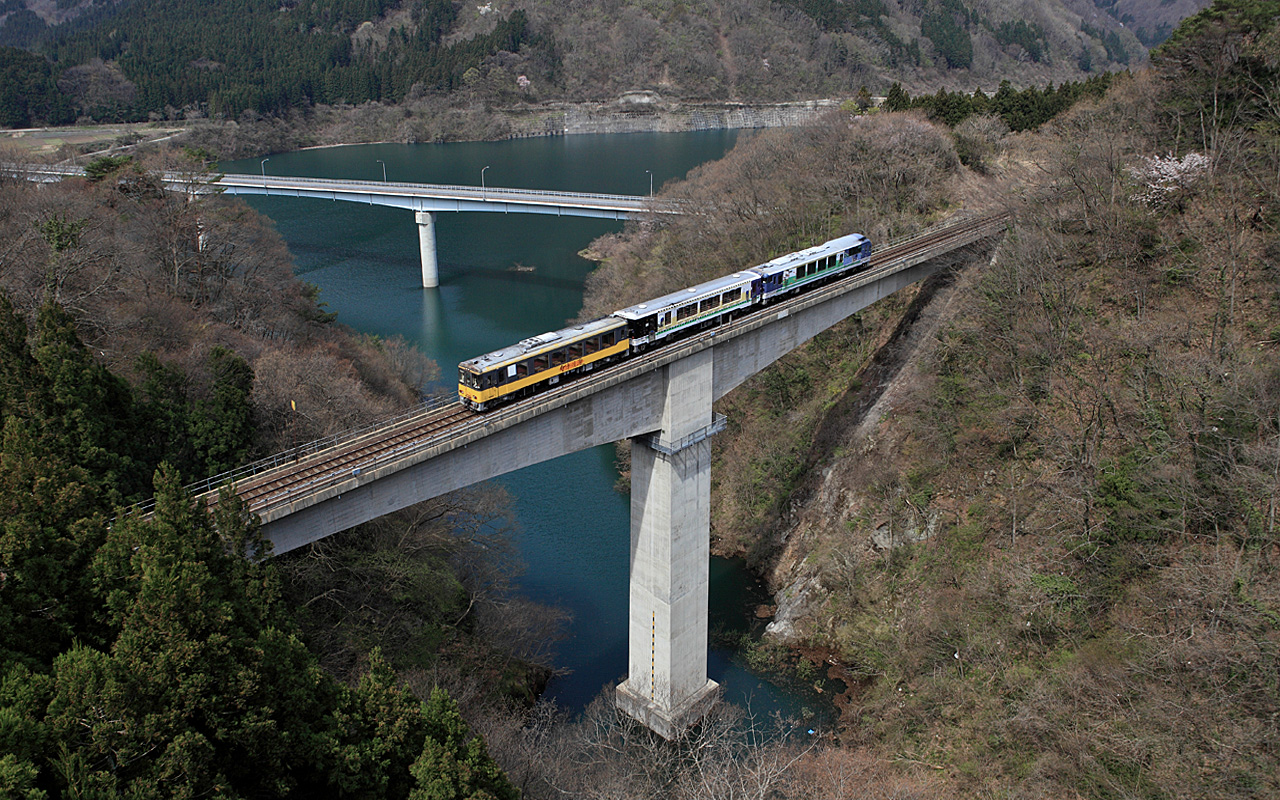
旧第一大川橋梁付近の深沢橋梁を通過する会津鉄道の「お座トロ展望列車」。奥の大川湖面橋の下に第一大川橋梁の橋台が沈んでいる

国鉄会津線（現・会津鉄道会津線）の上三寄駅（現芦ノ牧温泉駅） - 湯野上駅（現湯野上温泉駅）間の延伸工事に伴って1932年（昭和7年）に完成した。桑原駅（現芦ノ牧温泉南駅） - 湯野上駅間の阿賀川（大川）に架かる橋梁であった。この付近には、本橋梁に隣接して旧国道121号（会津三方道路より格上げ）の吊橋も架かっていた。
大川ダム建設による新線切り替えに伴って、1980年（昭和55年）に橋桁が撤去された。現在は、若郷湖の湖底に沈んでいる本橋梁の橋台および吊橋（旧国道121号）の上を横切るように、大川湖面橋（福島県道214号芦ノ牧温泉南停車場線）が架けられている。

## 構造
単線上路式プレートガーダー11連の形式であった。また、湯野上方に向かって25 ‰の上り勾配となっていた。

## 周辺
- 若郷湖
- 大川湖面橋（福島県道214号芦ノ牧温泉南停車場線）
- 深沢橋梁（会津鉄道会津線）
- ダム管理道（周回路）
- 国道121号
- 国道118号（国道121号と共用）

## その他
会津線旧線は桑原駅（移転前）より上り勾配で南下し、本橋梁で阿賀川（大川）を渡河後、直ぐに第一小沼崎トンネル（現在は水没）に入っていた。
桑原駅（移転前） - 湯野上駅間は会津線で最も美しい景観であり、特に阿賀川（大川）に架かる本橋梁は第二大川橋梁とともに、鉄道ファンやカメラマンの有名撮影ポイントとなっていた。大川ダムの完成により若郷湖を迂回するトンネルが出来たため、現在の会津鉄道会津線では見ることができない風景となっている。